# Elisabeth Botz
Elisabeth Botz, gebürtig Elisabeth Frese (* 17. August 1883 in Blankenburg (Harz); † 21. Juni 1964) war eine deutsche Schauspielerin, die hauptsächlich in Chargenrollen zu sehen war.

## Leben
Sie spielte in vielen Klassikern, besonders der 1930er Jahre mit. Sie war verheiratet mit dem Schauspieler Gustav Botz.

## Filmographie
- 1936: Kinderarzt Dr.Engel
- 1937: Rotkäppchen und der Wolf
- 1938: Verwehte Spuren
- 1939: Umwege zum Glück
- 1940: Das leichte Mädchen
- 1942: Du gehörst zu mir
- 1943: Neigungsehe
- 1943: Gefährlicher Frühling
- 1949: Madonna in Ketten
- 1958: Der kaukasische Kreidekreis
- 1960: Nachbarskinder